# Canale Vetra
Il canale Vetra, detto anche canale Vepra, è un canale artificiale di Milano risalente all'epoca romana il cui alveo è interamente coperto dal manto stradale. Corre sotto la moderna piazza Vetra. 

## Descrizione
L'incile del canale Vetra è sotto il manto stradale di piazza Vetra, alla confluenza tra il Grande Sevese e il Piccolo Sevese, canali che corrispondono al fossato delle mura romane di Milano.
Il canale Vetra dà poi origine, insieme al canale Molino delle Armi (che scorre sotto la moderna via Santa Croce) e al Fugone del Magistrato (che scorre sotto la moderna via Vettabbia), al canale Vettabbia. La confluenza tra i tre canali citati a formare la Vettabbia avviene sotto il manto stradale dell'incrocio tra via Santa Croce e via Vettabbia. 
La Vettabbia percorre poi coperta via Calatafimi e altre vie della città per poi uscire da Milano e sfociare nel Cavo Redefossi a San Giuliano Milanese.

## Storia

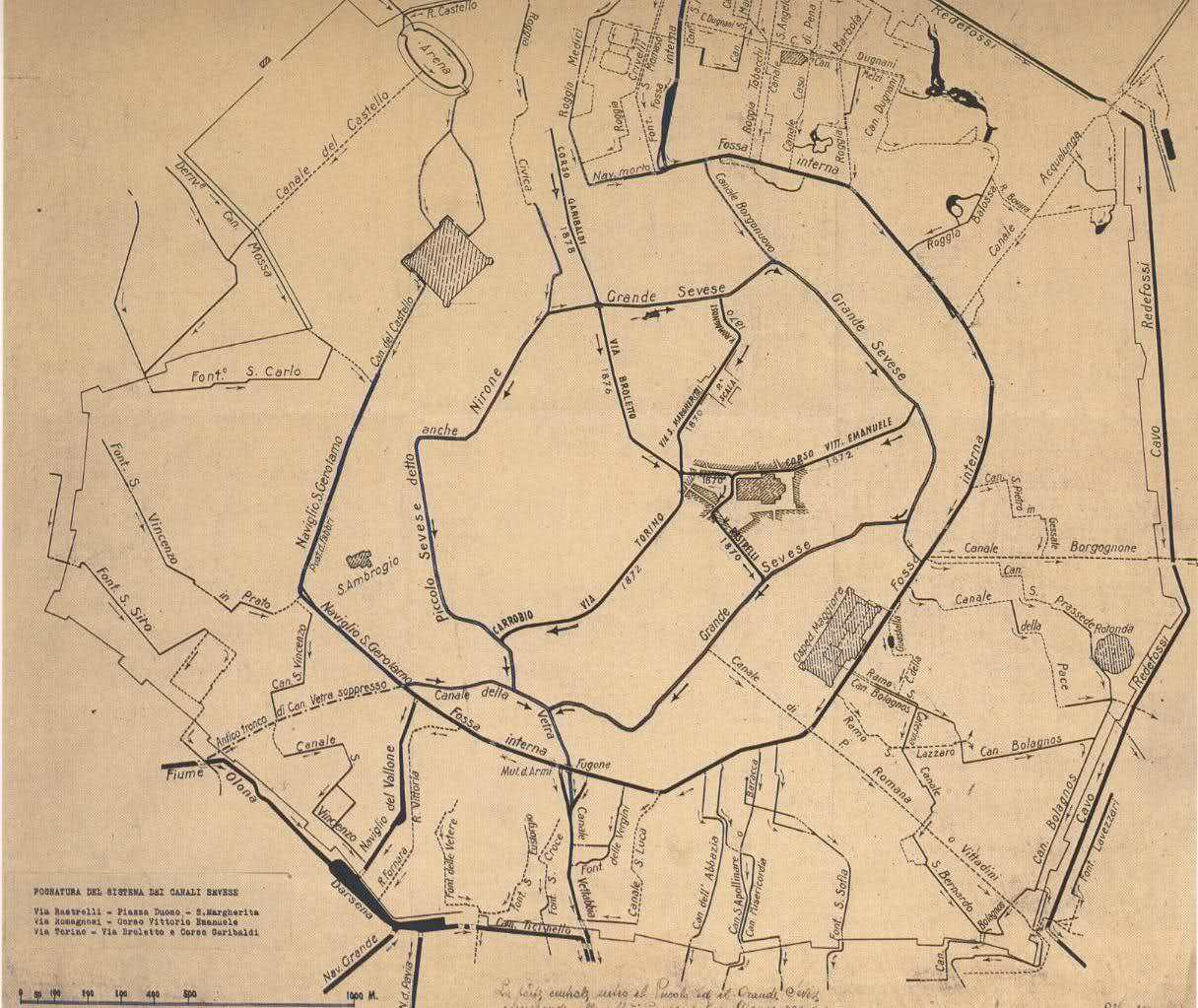
Mappa schematica del 1870 che raffigura l'idrografia di Milano con segnati i corsi d'acqua, sia naturali che artificiali, che attraversavano la città. Si possono notare anche i tracciati dei canali Vetra, Grande Sevese, Piccolo Sevese, Vettabbia, l'Olona che sfociava in Darsena, il Cavo Redefossi e la Cerchia dei Navigli (qui chiamata "Fossa interna")

Da un prolungamento verso ovest del canale della Vetra, ora interrato, l'Olona, deviato verso Milano dagli antichi Romani, è confluito per secoli nei due rami del fossato delle mura difensive romane, ovvero il Grande Sevese e il Piccolo Sevese. 
Il tratto del canale Vetra che fu prolungato verso ovest per captare anche le acque dell'Olona era artificiale, scavato dagli antichi Romani. Il tratto del canale Vetra tra la confluenza del Grande Sevese e del Piccolo Sevese con la Vettabbia, e la Vettabbia stessa fino alla sua foce nel Cavo Redefossi a San Giuliano Milanese, corrispondono invece al tratto terminale dell'antico alveo deviato del Nirone. 
Il Cavo Redefossi, a sua volta, corrisponde nella sua parte finale al tratto terminale dell'antico alveo naturale del Seveso prima della modifica del suo percorso, che fu voluta dagli antichi Romani proprio per alimentare il fossato delle loro mura difensive, i cui rami vennero appunto chiamati, non a caso, Grande Sevese e Piccolo Sevese. Anche il Nirone contribuiva a portarvi acqua.
L'Olona fu deviato verso Milano con l'obiettivo di portarvi acqua: in epoca romana sboccava, come già accennato, nel fossato delle mura difensive repubblicane poi, dal XII secolo, nel fossato difensivo attorno ai bastioni medievali. Il canale Vetra aveva anche un'altra funzione: insieme al Lambro Meridionale era uno dei due colatori delle acque fognarie della città.
In particolare l'Olona, in epoca medievale, confluiva nel fossato in corrispondenza della moderna piazza della Resistenza Partigiana, mentre in epoca romana continuava il percorso cittadino arrivando alla moderna piazza Vetra, dove riversava le sue acque nel fossato delle mura romane. Il fossato medievale diventò poi la Cerchia dei Navigli, mentre i due rami del fossato romano furono chiamati, come già accennato, il Grande Sevese e il Piccolo Sevese. 
Nel 1603 l'Olona fu deviato nella Darsena di Porta Ticinese. Quando l'Olona fu deviato verso la Darsena, il tratto del canale Vetra tra l'Olona e la Cerchia dei Navigli, tratto che percorreva la moderna via San Vincenzo, venne interrato. L'incile del canale Vetra fu quindi spostato lungo la Cerchia dei Navigli, ovvero lungo il fossato delle mura medievali reso navigabile, che era alimentato dal Naviglio della Martesana. 
In particolare, dalla Cerchia dei Navigli, il canale Vetra aveva origine all'altezza di piazza della Resistenza Partigiana: percorreva poi verso est via Gian Giacomo Mora, via Urbano III, piazza Vetra per poi unirsi, come già accennato al Fugone del Magistrato e al canale Molino delle Armi per dare origine alla Vettabbia. Con l'interramento della Cerchia dei Navigli, che avvenne tra il 1929 e il 1930, il ramo del canale Vetra tra la Cerchia e la confluenza con il Piccolo Sevese fu interrato: l'incile del canale Vetra si è quindi spostato nuovamente, questa volta in piazza Vetra, alla confluenza tra il Grande Sevese e il Piccolo Sevese, dove si trova tuttora.